# 국가사회주의 지하조직

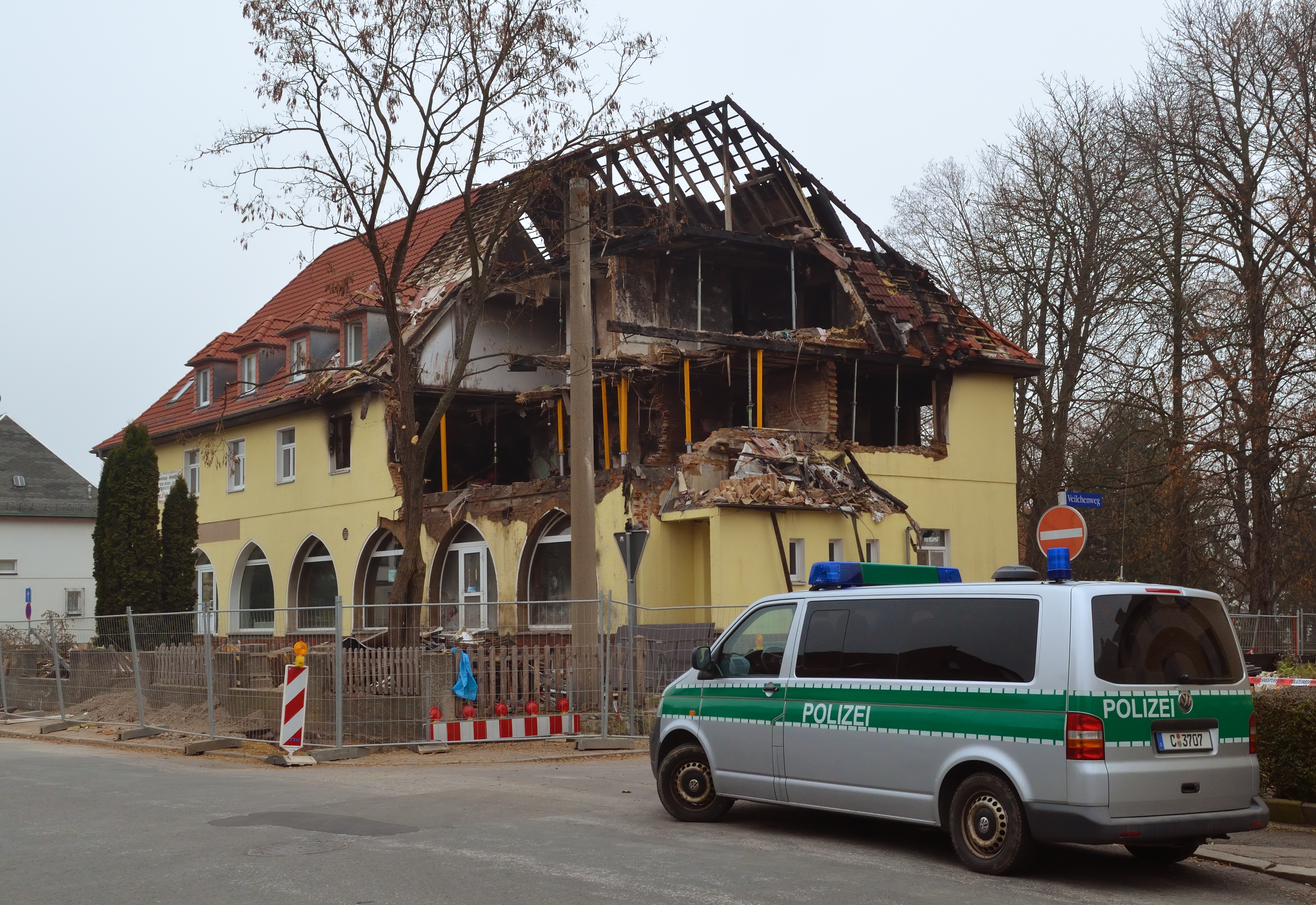
체페의 방화로 훼손된, NSU의 세 조직원이 함께 살던 츠비카우의 아파트.

국가사회주의 지하조직(독일어: Nationalsozialistischer Untergrund, NSU)은 독일의 비밀 네오나치즘 테러조직이었다. 많은 테러조직과 달리 이들은 공격을 일으키고도 정체를 드러내지 않았으며 2011년 11월 문틀로스와 뵌하르트가 은행강도 중 사망하고 체페가 체포되면서야 세상에 드러나게 되었다.
핵심 구성원은 구 동독의 예나 출신으로 10대 시절 스킨헤드에 가담하던 우베 문틀로스(Uwe Mundlos), 우베 뵌하르트(Uwe Böhnhardt), 베아테 체페(Beate Zschäpe)였으며, 이들은 1998년부터 2011년까지 활동하며 신분을 숨기고 동거생활을 했다. 2013년 5월부터 베아테 체페 등에 대한 재판이 시작되었다. 100~150명의 가담자가 그들의 테러활동을 지원한 것으로 알려졌으며, 독일 국민민주당의 주당 부대표이던 랄프 볼레벤(Ralf Wohlleben) 등이 체포되어 유죄 판결을 받았다.
현재까지 밝혀진 바에 따르면 2000년부터 2006년까지 이어진 터키, 그리스, 쿠르드 출신의 이민자 9명 살해, 2007년 여경 살해, 1999년 뉘른베르크 폭탄테러, 2001년과 2004년의 쾰른 폭탄테러, 14건의 은행강도 사건을 일으킨 주체이다. 독일 연방검찰에 의하면 외국인과 외국계 시민을 살해하는 것을 목표로 한 테러조직이었다.

## 같이 보기
- 스킨헤드
- 네오나치